# Biserica „Sfântul Nicolae” din Chirileni
Biserica „Sf. Nicolae” este o biserică amplasată în Chirileni, raionul Ungheni, Republica Moldova. Este un monument arhitectural de importanță națională inclus în Registrul monumentelor Republicii Moldova ocrotite de stat cu nr. 1607 (raionul Ungheni). Datează din 1868.